# Incontri internazionali di rugby a 15 di metà anno 1978
A metà anno è tradizione che le selezioni di "rugby a 15", europee in particolare, ma non solo, si rechino fuori dall'Europa o nell'emisfero sud per alcuni test. Si disputano però anche molti incontri tra nazionali dello stesso emisfero Sud.
A dominare la scena in questo periodo dell'anno 1978 sono il tour di un ottimo Galles e i combattuti test tra un'Australia rinata e la Nuova Zelanda
- -  il Galles, la più forte squadra europea del momento, si reca in tour in Australia, dove subisce due onorevoli sconfitte dai Wallabies (8-18 e 17-19)

| Brisbane 11 giugno 1978 | Australia | 18 – 8 | Galles | Ballymore Stadium |

| Sydney 17 giugno 1978 | Australia | 19 – 17 | Galles | Cricket ground |

- -  Australia in Nuova Zelanda: L'Australia si reca in Nuova Zelanda. Scopo del Tour è la conquista della Bledisloe Cup Il successo però va ai neozelandesi con due vittorie in 3 partite [collegamento interrotto].

| Invercargill 2 agosto 1978 | Southland | 10 – 7 | Australia XV |  |

| Wellington 19 agosto 1978 | Nuova Zelanda | 13 – 12 | Australia | Athletic Ground |

| Christchurch 26 agosto 1978 | Nuova Zelanda | 22 – 6 | Australia |  |

| Auckland 9 settembre 1978 | Nuova Zelanda | 16 – 30 | Australia | Eden Park |

- -  USA in Rhodesia: sconfitta nell'unico test per le "Eagles"

| Salisbury 1º settembre 1978 | Rhodesia | 32 – 15 | Stati Uniti XV |  |

- -  Francia in Oriente e Canada: facile tour per una squadra francese sperimentale.

| Hong Kong 9 settembre 1978 | Hong Kong | 6 – 26 | Francia XV |  |

| Tokyo 23 settembre 1978 | Giappone | 16 – 55 | Francia XV | Chichibu |

| Calgary 30 settembre 1978 | Canada | 9 – 24 | Francia XV |  |